# Obwód samarkandzki
Obwód samarkandzki (ros. Самаркандская область) – jednostka administracyjna Imperium Rosyjskiego i RFSRR w rosyjskiej Azji Środkowej, utworzona prikazem Aleksandra III 1 stycznia?/13 stycznia 1887. Wchodził w skład generał-gubernatorstwa turkiestańskiego. Stolicą obwodu była Samarkanda. Zlikwidowany w 1919.
Obwód był położony pomiędzy 38° a 41° szerokości geograficznej północnej i 65°20′a 71°20′ długości geograficznej wschodniej. Graniczył od północy i północnego wschodu z obwodem syrdaryjskim, na wschodzie z obwodem fergańskim, z pozostałych stron z Emiratem Buchary.
1 stycznia 1887 do obwodu samarkandzkiego włączono zniesiony okręg zarafszański.
Powierzchnia obwodu wynosiła w 1897 – 68 962 km² (60 597 wiorst ²). Obwód w początkach XX wieku był podzielony na 4 ujezdy.

## Demografia
Ludność, według spisu powszechnego 1897 – 860 021 osób – Uzbeków (59%), Tadżyków (26,8%), Kazachów (7,3%), Ujgurów (Kaszgarów) (2,3%), Sartów (2,1%) i Rosjan (1,5%).

### Ludność w okręgach według deklarowanego języka ojczystego 1897[2]
| Ujezd          | Uzbecy | Tadżycy | Kazachowie | Ujgurzy (Kaszgarowie) | Sartowie | Rosjanie |
| -------------- | ------ | ------- | ---------- | --------------------- | -------- | -------- |
| Obwód łącznie  | 59,0%  | 26,8%   | 7,3%       | 2,3%                  | 2,1%     | 1,5%     |
| Dżyzakski      | 65,2%  | 2,2%    | 23,1%      | …                     | 7,6%     | …        |
| Kattakurgański | 90,9%  | 7,2%    | …          | …                     | 0,04%    | …        |
| Samarkandzki   | 48,6%  | 36,0%   | …          | 1,1%                  | 0,1%     | 2,4%     |
| Chodżencki     | 33,3%  | 50,9%   | 6,2%       | 7,8%                  | 0,2%     | 1,2%     |